# Anton Putsila
Anton Kanstantsinavitj Putsila (belarusiska: Антон Канстанцінавіч Пуціла; ryska: Антон Константинович Путило, Anton Konstantinovitj Putilo), född 10 juni 1987 i Orsja, Vitryska SSR, Sovjetunionen (nu Belarus), är en belarusisk tidigare fotbollsspelare (mittfältare).